# اعطي مباشرة
GiveDirectly (اعطي مباشرة) هي منظمة غير ربحية تعمل في المناطق ذات الدخل المنخفض وتساعد الأسر التي تعيش في فقر مدقع من خلال إرسال تحويلات نقدية غير مشروطة لهم عبر الهاتف المحمول. تقوم مؤسسة GiveDirectly (اعطي مباشرة) بتحويل الأموال إلى الأشخاص في جزر الباهاما وبنغلاديش وجمهورية الكونغو الديمقراطية وليبيريا وكينيا وملاوي والمغرب وموزمبيق ونيجيريا ورواندا وتوغو وتركيا وأوغندا والولايات المتحدة واليمن .

## تاريخ
نشأت مؤسسة GiveDirectly كدائرة عطاء بدأها بول نيهوس، ومايكل فاي، وروهيت وانشو، وجيريمي شابيرو، الطلاب في معهد ماساتشوستس للتكنولوجيا وجامعة هارفارد، بناءً على أبحاثهم في مجال العمل الخيري.  في عام 2012 قاموا بإضفاء الطابع الرسمي على عملياتهم تحت مسمى GiveDirectly. 
في ديسمبر 2012، حصلت GiveDirectly على جائزة التأثير العالمي بقيمة 2.4 مليون دولار من Google.  في يونيو 2014، أعلن مؤسسو GiveDirectly عن خطط لإنشاء شركة تكنولوجيا هادفة للربح، تدعى Segovia، تهدف إلى تحسين كفاءة توزيع التحويلات النقدية في العالم النامي.    في أغسطس 2015، حصلت GiveDirectly على منحة قدرها 25 مليون دولار من Good Ventures . 
في أبريل 2016، أعلنت منظمة GiveDirectly عن مبادرة بقيمة 30 مليون دولار لاختبار الدخل الأساسي الشامل من أجل "محاولة القضاء بشكل دائم على الفقر المدقع في عشرات القرى وآلاف الأشخاص في كينيا من خلال ضمان دخل مستمر مرتفع بما يكفي لتلبية احتياجاتهم الأساسية"، وإذا نجحت، فسوف تمهد الطريق للتنفيذ في مناطق أخرى.  تم إطلاق المبادرة في نوفمبر 2017 ومن المقرر أن تستمر لمدة 12 عامًا. 
في عام 2017، طبقت مؤسسة GiveDirectly نموذجها لأول مرة في الولايات المتحدة، حيث قامت بتوزيع بطاقات خصم محملة بالنقود على سكان روز سيتي، تكساس ، في أعقاب إعصار هارفي . 
في عام 2022، عينت مؤسسة GiveDirectly السياسي والدبلوماسي البريطاني روري ستيوارت رئيسًا لها. 
في عام 2023، كشف تحقيق أنه في جمهورية الكونغو الديمقراطية ، حيث بدأت GiveDirectly عملياتها في عام 2018، قام الموظفون بتحويل ما لا يقل عن 900 ألف دولار من عدة مئات من المستفيدين المقصودين في جنوب كيفو إلى أنفسهم، بما في ذلك فرق التدقيق ذاتها المكلفة بتحديد مثل هذه الحالات. أوقفت مؤسسة GiveDirectly عملياتها في البلاد في يناير 2023 وبدأت في مراجعة تحويلات أموالها في دولة أفريقية أخرى. 

## العمليات

### دعم كوفيد-19
أنشأت مؤسسة GiveDirectly برنامجين للاستجابة الطارئة لوباء كوفيد-19: أحدهما في الولايات المتحدة، حيث جمعت له 118 مليون دولار أمريكي، والآخر في الدول الأفريقية، حيث جمعت له 76 مليون دولار أمريكي. أرسلت المنظمة مساعدات نقدية إلى 116 ألف أسرة في الولايات المتحدة و342 ألف أسرة في كينيا وليبيريا وملاوي ورواندا وتوغو. 
وفي توغو، تم البناء على برنامج التحويلات النقدية القائم لدى حكومة توغو والذي يسمى "نوفيسي". يتم دفع الأموال عبر تقنية الأموال المحمولة، حيث يقوم المستفيدون بسحب الأموال في المتاجر المحلية. ساعدت منظمة GiveDirectly في توسيع نطاق البرنامج ليشمل مناطق ريفية معينة حيث وجدت الحكومة صعوبة في تحديد المستفيدين الأكثر فقراً.  خوارزمية التعلم الآلي تعمل أولاً على العثور على القرى الأكثر فقراً من خلال تحليل مادة السقف، وأحجام قطع الأراضي الزراعية، ووجود طرق معبدة أو غير معبدة من خلال صور الأقمار الصناعية. ثانيًا، يتم العثور على أفقر الأفراد في القرية من خلال تحليل بيانات هواتفهم المحمولة مثل أطوال المكالمات الهاتفية وتكرارها، وعدد المكالمات الواردة مقابل المكالمات الصادرة، وكمية البيانات المحمولة المستخدمة. 

### تجربة الدخل الأساسي
في أبريل 2016، أعلنت مؤسسة GiveDirectly عن تجربة مدتها 12 عامًا لاختبار الدخل الأساسي الشامل في منطقة ريفية في غرب كينيا.   ومن المقرر أن يتلقى أكثر من 26 ألف شخص نوعا من التحويلات النقدية، مع حصول أكثر من 6 آلاف شخص على دخل أساسي طويل الأجل.
- الدخل الأساسي طويل الأجل: 40 قرية يتلقى المستفيدون منها ما يقرب من 0.75 دولار أمريكي لكل شخص بالغ يوميًا، ويتم تسليمه شهريًا لمدة 12 عامًا
- الدخل الأساسي قصير الأجل: 80 قرية يتلقى المستفيدون منها نفس المبلغ الشهري، ولكن لمدة عامين فقط
- دفعات مقطوعة: 80 قرية يتلقى المستفيدون منها دفعة مقطوعة تعادل القيمة الإجمالية للتيار القصير الأجل
- مجموعة المراقبة: 100 قرية لا تتلقى تحويلات نقدية

في نوفمبر 2019، وجدت ورقة بحثية اقتصادية حول تجربة GiveDirectly أن كل دولار من التحويلات النقدية زاد النشاط الاقتصادي المحلي بمقدار 2.60 دولار. 

### المهمة في رواندا
منذ عام 2016، تعمل منظمة GiveDirectly بالشراكة مع حكومة رواندا، من خلال وزارة الحكم المحلي (MINALOC)، لتسريع الحد من الفقر. تقدم المنظمة تحويلات نقدية غير مشروطة للأفراد الذين يعيشون في فقر، وتمكنهم من اختيار أفضل السبل لتحسين حياتهم.  تتمثل مهمة المنظمة في رفع جميع الأفراد في رواندا فوق خط الفقر.
اعتبارًا من عام 2024، قدمت منظمة GiveDirectly أكثر من 100 مليون دولار أمريكي كتحويلات نقدية لأكثر من 220,000 شخص عبر 22 من أصل 30 منطقة في رواندا، بما في ذلك جاسابو، وجيكومبي، وجيساكارا، وكايونزا، ونغوما، ونجوروريرو، ونياماجابي، وروسيزي. تستهدف البرامج المجتمعات الريفية والمناطق الحضرية ومخيمات اللاجئين. 
تشمل برامج GiveDirectly في رواندا:
- **القضاء على الفقر – هابوا ويغيري (2023)**: مبادرة جارية لتقديم تحويلات نقدية كبيرة لمرة واحدة إلى الشباب، والأمهات المراهقات، والأسر الأشد فقرًا في مناطق جاسابو، وموسانزي، ونيانزا، وكايونزا، وروسيزي.
- **القضاء على الفقر – كونغاهارا (2016)**: برنامج سابق يهدف إلى تقديم تحويلات نقدية كبيرة لمرة واحدة للأسر الأشد فقرًا في مناطق جيكومبي، ونغوما، وجيساكارا، ونياماجابي، ونجوروريرو.
- **برامج التقييم النقدي+ (2018–2019)**: برامج قيمت فعالية التحويلات النقدية مقارنةً بالتدخلات الغذائية وبرامج الاستعداد للقوى العاملة.
- **الاعتماد الذاتي للاجئين (2019–2020)**: مبادرة لاختبار دور التحويلات النقدية الكبيرة في تسريع الاعتماد الذاتي للاجئين.
- **الإغاثة الطارئة لجائحة كوفيد-19 (2020)**: برنامج قدم تحويلات نقدية للأسر الحضرية الأكثر تضررًا من الآثار الاقتصادية للجائحة.
في عام 2023، أطلقت منظمة GiveDirectly برنامجًا وطنيًا للتوسع، بدءًا بمشاريع تجريبية في مناطق جيكوميرو، وسياباكامي، وموراما، وشينغيرو، وبوتاري. وبموجب هذه المبادرة، تحصل الأسر المؤهلة على مبلغ لا يقل عن 1.1 مليون فرنك رواندي لدعم سبل العيش المستدامة وتسهيل الخروج من براثن الفقر. 
وأظهرت تقييمات الأثر في مناطق مثل نياماجابي ونجوروريرو وجيساجارا أن المستفيدين يستثمرون عادة في الأصول الإنتاجية مثل الزراعة والثروة الحيوانية والشركات والتعليم. يتم استخدام حوالي 31% من الأموال في تجديدات المنازل، في حين يدعم 43% منها الأنشطة المدرة للدخل. بالإضافة إلى ذلك، ساهمت التحويلات النقدية في تحقيق الأمن الغذائي، وزيادة فرص توظيف الشباب، والمشاركة في التأمين الصحي، وكهربة المنازل. 
من خلال التعاون مع القيادات المحلية، واستخدام تقنية الأموال المحمولة، والمشاركة الشخصية مع الأسر، تضمن GiveDirectly التنفيذ الفعال ومعالجة التحديات أثناء العملية. وتتماشى جهود المنظمة مع الاستراتيجية الوطنية لرواندا من أجل الخروج المستدام من الفقر (NSSG). 

## التمويل
يقوم موقع GiveDirectly بجمع التبرعات من المتبرعين من القطاع الخاص وكذلك المؤسسات.  في عام 2015، تلقت المنظمة 25 مليون دولار من Good Ventures ، وهي مؤسسة خاصة أسسها المؤسس المشارك لفيسبوك داستن موسكوفيتز وزوجته كاري تونا .  في عام 2019، حصلت المنظمة على منحة قدرها 2.1 مليون دولار من صندوق الابتكار العالمي . 

## استقبال

### تقييمات GiveWell
تم تسمية GiveDirectly كواحدة من المؤسسات الخيرية الأعلى تصنيفًا من GiveWell لعام 2012   حتى عام 2020. 

### استقبال خبراء اقتصاديات التنمية
بعد إصدار تقييم التأثير الذاتي لـ GiveDirectly في أكتوبر 2013،  أشاد الخبير الاقتصادي في البنك الدولي ديفيد ماكنزي بقوة تصميم الدراسة والإفصاح الواضح عن تضارب المصالح لدى قائد الدراسة، لكنه أثار مخاوف بشأن أمرين: 
- لقد أدى استخدام التقارير الذاتية إلى جعل النتائج يصعب تفسيرها والاعتماد عليها (وهذه سمة من سمات أي دراسة تحاول قياس الاستهلاك).
- إن تقسيم العينة إلى العديد من المجموعات يعني أن القدرة الإحصائية على تحديد المجموعة التي حققت نتائج أفضل كانت أقل.

كما كتب كريس بلاتمان ، وهو أكاديمي متخصص في اقتصاديات التنمية، مع التركيز بشكل خاص على التجارب السريرية العشوائية ، تدوينة حول الدراسة. وقد أبدى تحفظين رئيسيين: 
- تأثير المراقب والتوقع ، حيث قد يتأثر الأشخاص الذين يتم توجيه الأسئلة إليهم بشكل خفي في إجاباتهم بتوقعات المجرب.
- عدم وجود تأثير إيجابي واضح على النتائج على المدى الطويل، فضلاً عن عدم زيادة الإنفاق على الصحة والتعليم.

## روابط خارجية
- موقع GiveDirectly